# Голова и плечи
Голова и плечи (англ. Head And Shoulders) — классический паттерн графического анализа. Данная ценовая модель используется для прогнозирования разворота тренда как на бычьих, так и на медвежьих рынках.
Паттерн «Голова и плечи» отражает ситуацию, когда рынок оказывается не способен обновить максимумы (при восходящей тенденции)/минимумы (при нисходящей тенденции), что свидетельствует о слабости текущей тенденции и возможности ценового разворота.

## Принципы построения

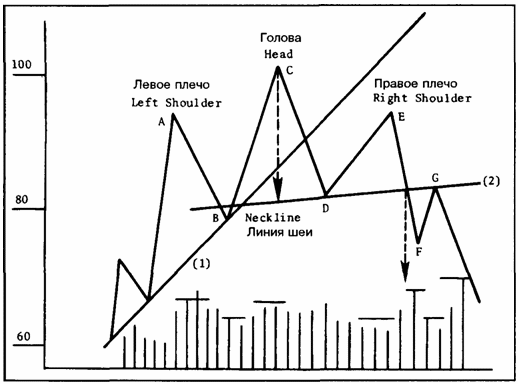
Модель «Голова и плечи» (сверху) и объём (снизу)

Основу модели «Голова и плечи» составляют три последовательно формирующиеся вершины, из которых вторая («голова») оказывается выше первой («левое плечо»), а третья («правое плечо») — ниже второй и приблизительно на одном уровне с первой. Левое плечо образуется в конце значительного ценового повышения, как правило сопровождаемого высоким объемом. Затем наступает небольшое понижение, рассматриваемое как коррекция. Далее цена формирует новый максимум («голову») со средним или высоким объёмом. Правое плечо формируется, когда цены после очередной коррекции снова поднимаются, но не достигают значений центрального пика («головы») и затем падают до уровня последних двух ценовых впадин, по экстремумам которых проходит сигнальная линия «шеи». Объём в правом плече должен быть наименьшим. Пересечение ценой линии «шеи» считается подтверждением модели.
На медвежьем рынке применяется перевернутая «Голова и плечи», зеркально отражающая ценовую динамику восходящей модели.

## Ключевое значение линии «шеи»
Определяющим фактором в завершении модели «голова и плечи» является решительный прорыв линии «шеи» ценой закрытия. Как правило, вскоре после завершения модели происходит возвратный ход, представляющий собой кратковременное возвращение цены к уровню «шеи».

## Дополнительные подтверждения
- Рекомендуется использовать 3-% критерий прорыва (или его производные) для фильтрации ложных пересечений линии «Шеи».
- Другой вариант фильтрации ложных сигналов — временной критерий, устанавливающий в зависимости от таймфрейма определённое количество временных единиц, которое цена закрытия должна продержаться за линией «шеи».

## Особенности модели
- Большая часть встречаемых на рынке моделей «Голова и плечи» не соответствуют идеальной форме, представленной в учебниках и образовательных статьях.
- На многих моделях любое из двух плеч может показаться шире другого, что обусловлено временем, затрачиваемым на формирование вершин/впадин.
- Линия «шеи» может лежать под небольшим углом.

## Торговая стратегия
- Торговая позиция на продажу (или покупку для перевернутой ГИП) открывается после подтверждения модели.
- Целевая прибыль определяется как отрезок от «головы» до «шеи».
- Стоп-лосс устанавливается на уровне пикового значения «головы».